# Нова асоциална поезия
Нова асоциална поезия е българско литературно движение, възникнало през лятото на 2017 г. в резултат на отделянето на голяма част редакторския екип на Нова социална поезия от организацията. Името на новото движение е по идея на Васил Прасков, като използва абревиатурата НАСП За разлика от НСП, Нова асоциална поезия дефинира като своя идея отчуждаването от „производителите, работниците и продуктите на изкуството“, както и "да търси „смирение, спасение и възкресение в провала“.

## История
Нова асоциална поезия стартира дейността си през юни 2017 г., когато е публикуван манифестът на движението с автор Васил Прасков. Допълнения към него правят Ива Спиридонова, Ружа Матеева и Божидар Пангелов, а съучредители са общо 21 автори. Основна цел на НАСП е да създаде алтернативна литературна сцена и да наложи млади автори.
Първото четене на НАСП е на 29 юни 2017 г. в клуб Void в Пловдив, където е представено и едноименното електронно списание. Освен авторите на манифеста, редактори в онлайн изданието са Ивайло Мерджанов, Александър Иванов, Ивона Иванова, Ружа Матеева, Стефан Вангелов и Габриела Балева. В края на всеки месец НАСП организира литературни четения, най-често в софийския клуб Maze. Водещи на събитията са редакторите на списанието Ива Спиридонова и Александър Иванов.
Списанието на Нова асоциална поезия се отличава с няколко специфични рубрики – hardcore, трилър, източни пиеси, преводи, изход (за колаборации между двама автори), нова асоциална класика (за класически стих), книги (за ревюта на книги), както и отделна секция за дебютиралите автори.
През октомври 2019 г. излиза антологията на списанието „Продължаваме отвъд“.

## Критика
Според Владимир Сабоурин името „Нова асоциална поезия“ е „типична брандова параномазия, типичен Panasoanic, паразитиращ върху чужд интелектуален труд без грам автономно въображение“, позовавайки се на авторството си на идеята за Нова социална поезия, от която НАСП се отделя. Литературният критик Рада Барутска определя разликата между НСП и НАСП като „почти незабележима“.